# Monika Rüegg Bless
Monika Rüegg Bless (* 1971) ist eine Schweizer Politikerin (Die Mitte, zuvor CVP). Sie ist Mitglied der Regierung des Kantons Appenzell Innerrhoden (Standeskommission) mit dem Titel «Frau Statthalter» und Vorsteherin des Gesundheits- und Sozialdepartements.

## Biografie

### Herkunft, Ausbildung
Aufgewachsen ist Rüegg Bless im Toggenburg. Ihre Mutter war bereits Gemeinderätin. Sie absolvierte eine Ausbildung zur Krankenschwester (entspricht heute etwa einer Pflegefachfrau HF), bildete sich zur Rettungssanitäterin weiter und schloss die Höhere Fachausbildung in Gesundheits- und Krankenpflege, Stufe 1 ab. Ab 2017 absolvierte sie einen Master of Advanced Studies in Leadership & Management an der Zürcher Hochschule für Angewandte Wissenschaften. Sie arbeitete seit 1992 in unterschiedlichen Funktionen für das Kantonsspital St. Gallen, zuletzt in leitender Funktion.

### Politik
Von 2012 bis zu ihrer Wahl in die Regierung 2020 war sie Mitglied im Grossen Rat für den Bezirk Appenzell. In der Amtszeit 2019/2020 präsidierte sie den Grossen Rat. Im August 2020 wurde sie in die Regierung gewählt. Es handelte sich um eine Ersatzwahl für die zurückgetretene Antonia Fässler. Ihre Wahl war bemerkenswert, da sie – anders als üblich – nicht an der Landsgemeinde, sondern an einem Urnengang gewählt wurde. Der Grund lag an der COVID-19-Pandemie. Sie war nach Ruth Metzler und ihrer Vorgängerin Antonia Fässler, erst die dritte Frau in der Innerrhodischen Regierung. Als Grossrätin hatte sie sich gegen den, 2018 vom Stimmvolk beschlossenen, Ausbau des Spitals in Appenzell engagiert und sich für eine Lösung mit schlanker Notfallversorgung ohne Bettenstation eingesetzt. Als Gesundheitsdirektorin musste sie diesen Entscheid nun umsetzen. 2021 wurde sie bei der Erneuerungswahl wieder per Urnengang wiedergewählt. Am gleichen Urnengang wurde das 2018 beschlossene Projekt für den Spitalneubau vorzeitig beendet. Rüegg Bless hatte mit Barbara Nef-Manser eine Gegenkandidatin zu verzeichnen, die mit dem Versprechen angetreten war, als Regierungsmitglied das Spital Appenzell retten zu wollen.
Auf den 1. Januar 2022 wurde sie vom Bundesrat in den Institutsrat der Swissmedic gewählt.

### Privates
Sie ist mit Urs Bless verheiratet, hat zwei Töchter und lebt in Appenzell.